# Nakanoshima (Okiöarna)

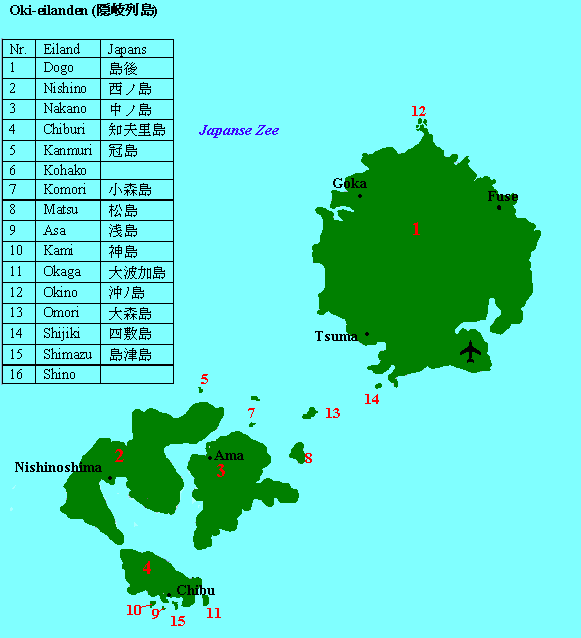
Okiöarna

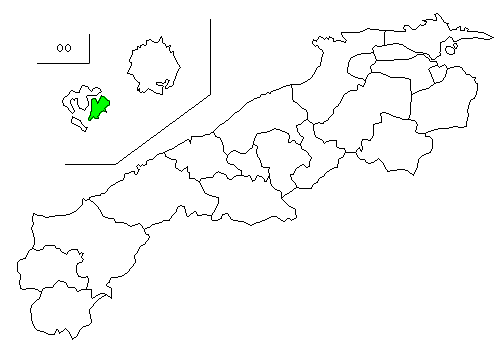
Nakanoshima lägeskarta

Nakanoshima (japanska  (中ノ島?) Nakanoshima, ofta även Ama efter huvudorten) är en ö bland Okiöarna i sydvästra Japanska havet som tillhör Japan.

## Geografi
Nakanoshima ligger cirka 60 kilometer utanför Japans huvudö Honshu. 
Ön är av vulkaniskt ursprung och har en areal om ca 33,5 km². Den högsta höjden är Mount Kinkoji på cirka 164 m ö.h.
Befolkningen uppgår till ca 2 300 invånare fördelade på huvudorten Ama på öns norra del och de större byarna Hishi, Hinozu, Saki, Chichii, Nakazato och Toyoda.  Förvaltningsmässigt utgör hela ön tillsammans med kringliggande småöar som bl.a. Omorijima och Matsushima landskommunen Ama-chō (Ama köping) och tillhör Shimane prefektur.
Ön kan endast nås med fartyg då den saknar flygplats,, det finns regelbundna färjeförbindelse med hamnstäderna Sakaiminato och Shichirui på fastlandet.

## Historia
Det är osäkert när Okiöarna upptäcktes men de har varit bebodda sedan flera tusen år och omnämns redan i böckerna Kojiki och Nihonshoki. 
Redan under Naraperioden på 700-talet användes öarna som exilort.  I slutet på 700-talet skickades år 794 den lärde Onono Takamura i exil på Nakanoshima och kejsare (tennō) Go-Toba dog i exil på ön år 1239.  1939 byggdes Oki shrine till minnet av kejsaren.
Sedan Kamakuraperioden i slutet på 1100-talet förvaltades området som "Oki no kuni" (Oki-provins) av en shugo (guvernör) från Izumoprovinsen.
Från Ashikagaperioden i mitten på 1300-talet och fram till Sengokuperioden i slutet på 1500-talet styrdes området av olika klaner.
Under Edoperioden tog Tokugawaklanen makten och området underställdes Shogunen. Öarna var under denna tid mellanlandningsplats för handelsfartyg till övriga Asien. 
1871 blir öarna först del i Tottori prefekturen och övergår 1881 till Shimane prefekturen. 